# Prévision des crues
La prévision des crues est la modélisation des quantités de précipitations, solides ou liquides, reçues dans un bassin hydrographique et de leur effet sur l'écoulement dans les cours d'eau. En France, les services météorologiques nationaux utilisent des modèles de prévision numérique du temps pour estimer la quantité de pluie ou neige qui devraient tomber. Mais souvent, ce sont des collectivités territoriales locales qui notent les quantités reçues, le débit des rivières et utilisent des programmes de modélisation des crues pour prévoir les débordements et tenter de limiter les dégâts d'inondation aux riverains. Ces systèmes servent aussi souvent à contrôler les systèmes d'égouts pluviaux, le niveau des barrages et les canaux de dérivations des crues.

## Données
Les fortes accumulations de pluie et plus rarement de neige sont la cause principale des inondations. Une forte pluie amène soudainement un grand volume d'eau dans un bassin hydrographique ce qui peut augmenter brutalement le débit du cours d'eau. Parfois la neige accumulée durant la saison froide peut fondre rapidement au printemps : selon la quantité de neige concernée et la vitesse du réchauffement, le ruissellement créé sera plus ou moins important. Un système de capteurs doit donc être implanté dans la région concernée pour enregistrer les quantités de précipitations (pluviomètre et nivomètre), la température et le vent afin de pouvoir calculer le volume liquide se dirigeant vers le cours d'eau et de pouvoir estimer le débit engendré et le potentiel d'inondation. Des radars météorologiques peuvent aussi être utilisés.
De plus, pour mieux anticiper la variation du niveau des eaux, il faut connaître d'une part l'état préalable de saturation des sols et surtout les quantités d'eau qui s'ajouteront durant les jours suivants. En effet, l'eau qui tombe dans un bassin hydrographique prend un certain temps à s'écouler, selon le type de terrain et la pente. Durant cette période, les quantités qui s'ajouteront affecteront le ruissellement. Les prévisions du temps permettent d'ajouter cette variable. L'intensité des précipitations se mesure tout au long d'un évènement et on en tire un hyétogramme : la représentation, sous la forme d'un histogramme, de l'intensité de la pluie en fonction du temps. Il représente la dérivée en un point donné, par rapport au temps, de la courbe des précipitations cumulées.

## Modèle mathématique
En connaissant les données pluviométriques, la configuration du terrain et sa capacité de rétention, on peut mathématiquement calculer le débit des cours d'eau collecteurs. Les équations qu'on en tire sont complexes et demandent une très grande puissance informatique pour leur résolution. Le débit sera calculé en des points choisis du cours d'eau. Du hyétogramme, qui représente l'intensité de l'intrant dans le temps (mm/h), on obtiendra un hydrogramme, qui représente le débit du cours d'eau dans le temps (m3/s). 
Pour transformer les données pluviométriques en débit, il est nécessaire de connaître :
Le développement de ces modèles mathématiques est sujet à la connaissance précise des caractéristiques du terrain et contient des approximations puisque la connaissance exacte de ces dernières toujours sujettes à la résolution et à la paramétrisation des données. De plus, la mesure des quantités reçues du système de mesure qui en général est très dispersée. Les données d'accumulations peuvent être améliorées par des systèmes de télédétection comme le radar météorologique pour autant que son étalonnage soit bien fait.

### Découpage du cours d'eau
Il est indispensable de découper le cours d'eau en sections homogènes, car un cours d'eau est irrégulier, avant d'évaluer ses caractéristiques. On placera généralement les instruments de mesure aux extrémités de chaque section pour évaluer les flux entrant et sortant. Un modèle comporte un nombre variable de points suivant les cours d'eau, tirés de ces mesures.
L'intersection de deux affluents d'un cours d'eau est un endroit généralement propice au placement d'un point car la nature du cours d'eau y change généralement, notamment sa largeur et son débit.

### Les paramètres

#### Les paramètres du bassin versant
Le bassin versant est la zone sur laquelle toute goutte d'eau qui tombe rejoint le point d'alerte, et entre ainsi en compte dans le calcul du débit en ce point.

##### Les paramètres physiques
Les paramètres physiques sont mesurables à partir de données cartographiques ou de mesures de terrain. Il faut connaître précisément la surface du bassin versant pour savoir quelle est la quantité d'eau drainée lors d'un évènement pluvieux.  
Ses limites correspondent généralement à la ligne de crête qui se dessine autour du cours d'eau. Il est dans ce cas appelé bassin topographique. Cependant, lorsqu'il existe des couches de roches perméables sous terre, la ligne de séparation topographique de deux bassins différents ne correspond pas toujours à la ligne de partage effective des eaux souterraines.
Surface du bassin versant et des sous-bassins versants : il existe plusieurs méthodes de calcul.
Une méthode consiste à délimiter au crayon le bassin versant sur une carte IGN au 1/25000, grâce aux courbes de niveau qui y figurent tous les 10 m d'altitude. On trace ensuite des carrés les plus grands possibles, de surface connue, à l'intérieur des limites du bassin versant. On continue en diminuant la taille des carrés jusqu'à couvrir l'intégralité du bassin versant. On additionne ainsi les surfaces des carrés pour connaître celle du bassin versant.
On peut opérer de même pour tracer les sous bassins versants. L'objectif est de délimiter l'espace dans lequel une goutte d'eau peut tomber pour rejoindre le point aval de chaque section de cours d'eau délimité. Ceci permet d'accéder au calcul de l'hydrogramme au point aval concerné.

##### Les paramètres conceptuels
Le modèle est constitué de deux réservoirs dont la taille représente la capacité du bassin versant à stocker l'eau. Ce stockage intervient entre le moment où la goutte de pluie touche le sol et  le moment où elle atteint la rivière.
Le principe de fonctionnement de ce paramètre est simple : plus le réservoir est plein, plus il arrive rapidement à saturation et par conséquent plus l'eau rejoint vite la rivière. 
- Le premier réservoir est appelé "réservoir sol". Il correspond aux dépressions que forme le terrain.
- Le deuxième réservoir est appelé "réservoir gravitaire". Il correspond à la capacité de stockage du sous-sol après infiltration.

Chacun des réservoirs représente un paramètre du modèle. Leur valeur exprime leur taille. Elle varie de 20 à 200 (sans unité).

#### Les paramètres de la rivière

##### Les paramètres physiques
Ce sont les caractéristiques physiques du cours d'eau nécessaire à la modélisation de la crue. Elles sont données pour chaque tronçon homogène déjà défini : 
- longueur : c'est la longueur du cours d'eau sur lequel il est permanent;
- pente moyenne de chaque tronçon du cours d'eau.
- altitude de chaque point.
- rugosité : estimer celle du lit de la rivière. Plus le fond et les berges de la rivière sont rugueuses, plus l'eau est freinée et met du temps pour se déplacer, et plus ce coefficient est faible. Il est généralement compris dans une fourchette allant de 10 à 30 (estimation possible par tronçon homogène de rivière à l'aide d'une grille d'aide). La rugosité intervient dans le calcul de la propagation du débit dans le cours d'eau.

On considère d'abord S la surface mouillée, c'est-à-dire la surface occupée par l'eau sur une coupe transversale, et P le périmètre mouillé.
On a :  {\displaystyle Q=V\times S}
avec :
- Q le débit en m^3/s
- V la vitesse moyenne de l'eau, en m/s
- S la surface mouillée, en m^2.

La vitesse V ou U de déplacement de l'eau est calculée grâce à la formule de Chézy:  {\displaystyle U=C\times {\sqrt {Rh\times I}}}
avec :
- U: vitesse de déplacement de l'eau
- C: coefficient de Chézy dépendant du type de surface
- I: pente du cours d'eau en m/m
- Rh: rayon hydraulique, (= quotient de S par P définis ci-dessus).

La rugosité intervient alors dans le calcul du coefficient de Chézy C, grâce à la loi de Manning-Strickler :  {\displaystyle C=K\times Rh^{1/6}}
Où K coefficient de Strickler (ou n coefficient de Manning avec n=1/K ).

### Le calage du modèle
Après avoir rentré dans le modèle les données nécessaires à son fonctionnement, les résultats sont encore éloignés de la réalité. Il faut donc procéder à son ajustement. Pour cela on utilise des données mesurées de pluie ainsi que les hauteurs d'eau observés dans la rivière lors de cet épisode pluvieux. Ces données vont donc servir de références. Les paramètres du modèle vont être calés pour qu'avec l'utilisation de ces données de pluies, le modèle donne les hauteurs d'eau observées comme résultats. Le calage a donc pour objectif de rapprocher l'hydrogramme modélisé de l'hydrogramme observé.
Dans la pratique, une fois les paramètres du modèle renseignés, le calage consiste à estimer par essai successif les valeurs initiales de remplissage des deux réservoirs pour reproduire au mieux la crue observée. Concrètement si la pluie observée intervient à la suite d'une première pluie, les réservoirs seront partiellement ou en totalité plein ce qui générera un ruissellement puis un débit en rivière plus important.

## Estimation de l'inondation au point d'alerte
Le point d'alerte correspond au point de la rivière ou l'on souhaite connaître et prévoir l'inondation de manière à informer le plus tôt possible la population. Le débordement de la rivière est constaté pour une certaine hauteur d'eau dans la rivière. 
Le modèle développé calcule à partir des données de pluies le débit généré dans la rivière en ce point. Ce débit doit alors être converti en hauteur d'eau. La forme et la coupe de la section de la rivière en ce point permettent d'établir une relation entre les hauteurs d'eau et les débits.
Ainsi à la hauteur d'alerte (hauteur pour laquelle l'inondation se produit), correspond donc un débit d'alerte.

## L'alerte
Des scénarios peuvent être mis en place suivant le niveau de l'eau (information, évacuation, mobilisation des services d'urgence, etc.). Certains pays organisent la prévision des crues pour alerter la protection civile et les populations en indiquant continuellement le niveau de vigilance adapté aux principaux cours d'eau :
- en Belgique, avec Metéo-Belgique par l'intermédiaire de l'alerte aux fortes pluies[1],
- au Canada, avec les centres de prévision des crues[2] des différentes provinces,
- en France, avec le Service central d’hydrométéorologie et d’appui à la prévision des inondations (Schapi), situé à Toulouse, et des Services de Prévision des Crues, diffusant leurs prévisions et niveaux de vigilance au travers du site Vigicrues[3],
- en Suisse, avec l'office fédéral de l'environnement, OFEV[4] avec 5 niveaux de danger.